# Park Mi-ra
Park Mi-ra (nascida em 20 de abril de 1987) é uma handebolista sul-coreana. Integrou a seleção sul-coreana feminina que terminou na décima posição no handebol dos Jogos Olímpicos de Verão de 2016, realizados no Rio de Janeiro, Brasil. Atua como goleira e joga pelo clube Wonderful Samcheok. Competiu pela Coreia do Sul no Campeonato Mundial de Handebol Feminino de 2013, na Sérvia.